# 春雨型駆逐艦

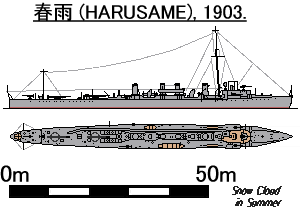
春雨艦型図

春雨型駆逐艦（はるさめがたくちくかん）は、大日本帝国海軍の駆逐艦の艦級。第二期拡張計画に基づき、初の国産駆逐艦として、明治33年・明治36年度計画で計7隻が建造された。

## 来歴
大日本帝国海軍は、第一期海軍拡張計画において駆逐艦の導入に着手し、まず明治29年・30年度計画で、イギリスのヤーロウ社に雷型（イギリス海軍B級の準同型艦）、ソーニクロフト社に東雲型（イギリス海軍D級の準同型艦）を発注した。続く第二期海軍拡張計画でも、ヤーロウ社に暁型、ソーニクロフト社に白雲型が発注された。
1897年の計画策定時点では、同計画での駆逐艦建造はこれで打ち止めになる予定であったが、1900年、水雷艇母艦兼工作艦1隻の建造を中止するかわりに駆逐艦4隻を追加、1903年には、更に雑役船6隻のかわりに駆逐艦3隻を追加することとなった。これらは全て国産化されることになり、これによって建造されたのが本級である。

## 設計
国産艦とはいえ、基本的にはイギリス駆逐艦のコピーの域を出ないものであった。ヤーロウ社製の雷型をベースとして、ソーニクロフト艦の長所も採り入れるかたちで設計されており、前半部はヤーロウ艦、後半部はソーニクロフト艦を模している。
ボイラーとしては、ヤーロウ式ボイラーを元に改良設計した艦本式缶（後のイ号艦本式缶）が採用された。また主機械も、ヤーロウ式の3段膨張4気筒レシプロ蒸気機関をもとにして、復水器への送水方法など一部に改正を施したものとなったが、基本寸法は踏襲されている。蒸気性状は雷型（圧力17.6 kgf/cm2 (250 lbf/in2)、飽和温度）と同様であった。ただし所期の馬力・速力に達しない艦もあった。

## 装備
兵装は、同じ第二期海軍拡張計画で建造された暁型の構成・配置が踏襲されており、艦砲として司令塔上に40口径7.6cm砲（安式十二斤速射砲）1門、また副砲として40口径5.7cm砲（山内式六斤速射砲）を上甲板後端に1門と両舷に2門ずつ設置した。また6番艦以降は57mm砲を28口径7.6cm砲（短十二斤速射砲）に変更して砲力を強化し、1～5番艦も後に同様に換装した。
水雷兵器については従来の装備が踏襲され、上甲板後部の中心線上に2個の旋回台を設け、これに人力旋回式の45cm魚雷発射管を1門ずつ設置した。魚雷としては、当初は冷走式の三二式、その後は乾式加熱装置を備えた三八式二号と、いずれもホワイトヘッド魚雷の系譜である。

## 同型艦

### 春雨（はるさめ）
仮称艦名は第十七号駆逐艦。1903年（明治36年）6月26日、横須賀造船廠で竣工。1911年（明治44年）11月24日、三重県的矢湾で荒天により擱座沈没。同年12月28日、除籍。1912年（大正元年）8月1日、沈没のまま売却。

### 村雨（むらさめ）
仮称艦名は第十八号駆逐艦。1903年（明治36年）7月7日、横須賀造船廠で竣工。1922年（大正11年）4月1日、特務艇（二等掃海艇）に類別変更。1923年（大正12年）4月1日、雑役船（魚雷標的船）に編入。翌年2月14日、廃船。

### 速鳥（はやとり）
仮称艦名は第十九号駆逐艦。1903年（明治36年）8月24日、横須賀造船廠で竣工。1904年（明治37年）9月3日、旅順港閉塞作戦中、小平島南方で触雷沈没。1905年（明治38年）6月1日、喪失公表。同年6月15日、除籍。

### 朝霧（あさぎり）
仮称艦名は第二十号駆逐艦。1903年（明治36年）9月18日、横須賀造船廠で竣工。1922年4月1日、特務艇（二等掃海艇）に類別変更。1923年（大正12年）4月1日、雑役船（魚雷標的船）に編入。翌年2月14日、廃船。

### 有明（ありあけ）
仮称艦名は第二十一号駆逐艦。1905年（明治38年）7月30日、横須賀造船廠で竣工。1924年（大正13年）12月1日、除籍。翌年4月10日、廃船認許。同年11月12日、内務省に移管、東京水上警察署取締船となる。

### 吹雪（ふぶき）
仮称艦名は第二十二号駆逐艦。1905年（明治38年）2月28日、呉海軍工廠で竣工。1924年12月1日、除籍。1926年（大正15年）5月5日、売却。

### 霰（あられ）
仮称艦名は第二十三号駆逐艦。1905年（明治38年）5月10日、呉工廠で竣工。1924年4月1日、除籍。

## 輸出
本級を基に準同型艦であるスアルタユンチョン級駆逐艦2隻がタイ王国海軍向けに建造された。建造は川崎造船所が担当した。2番艦スアカムロンシンは主機がレシプロから防護巡洋艦平戸用に製造中のカーチス式タービンに変更されており、別級とすることもある。両艦とも1930年代後半まで使用された。